# Taeniocerus mourzinei
Taeniocerus mourzinei is een keversoort uit de familie Passalidae. De wetenschappelijke naam van de soort is voor het eerst geldig gepubliceerd in 1998 door Boucher.